# Phorticella htunmaungi
Phorticella htunmaungi är en tvåvingeart som beskrevs av Wynn, Toda och Peng 1990. Phorticella htunmaungi ingår i släktet Phorticella och familjen daggflugor. Inga underarter finns listade i Catalogue of Life.